# Marcel Mignot
Pour les articles homonymes, voir Mignot.
Marcel Mignot, né le 11 juin 1944 à Martigné-Ferchaud (Ille-et-Vilaine), est un pilote automobile français d'endurance.

## Biographie

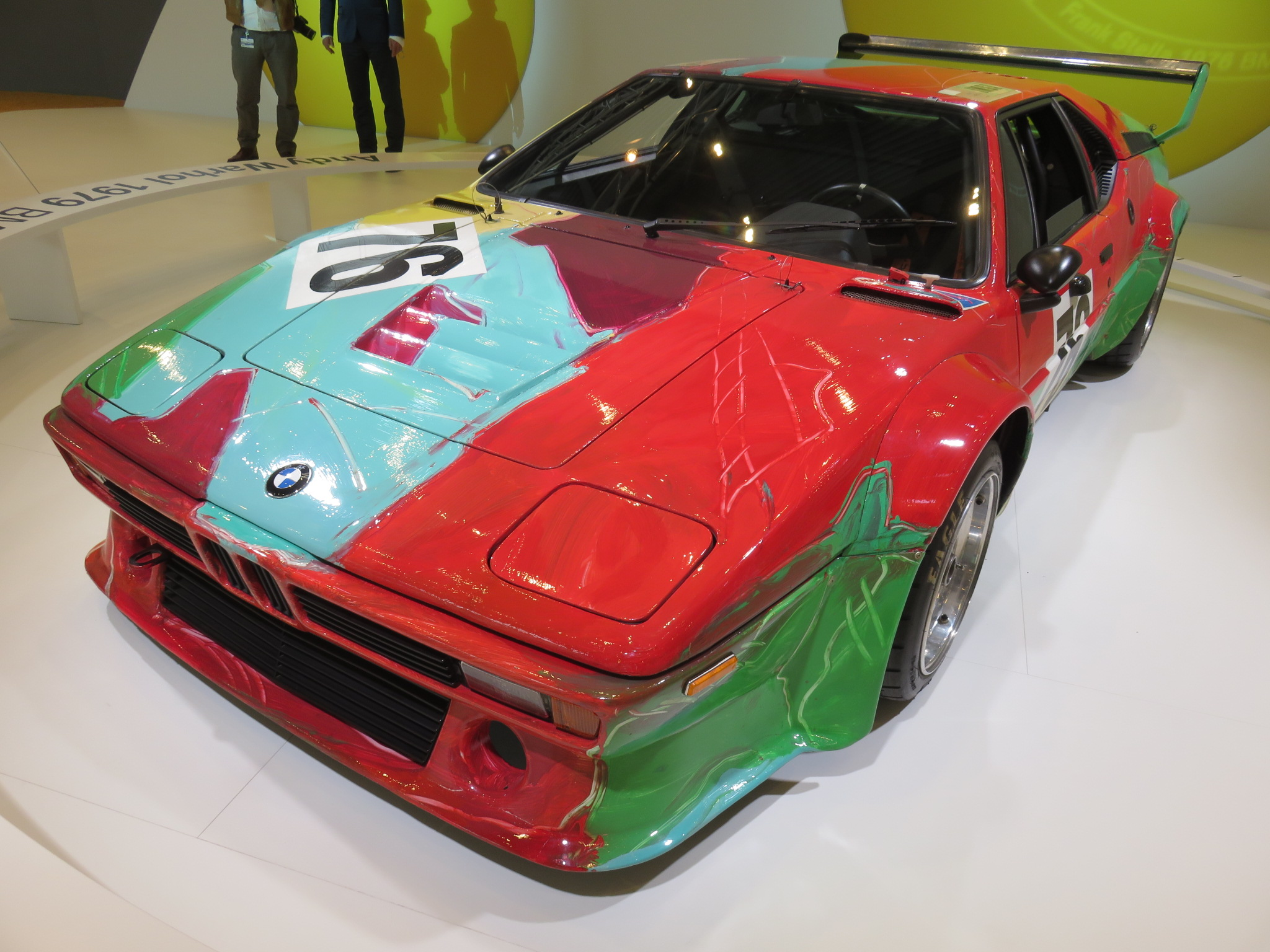
BMW Art car Warhol 1979 (BMW M1 Gr.4 des 24 Heures du Mans 1979, encore 2e de catégorie IMSA).

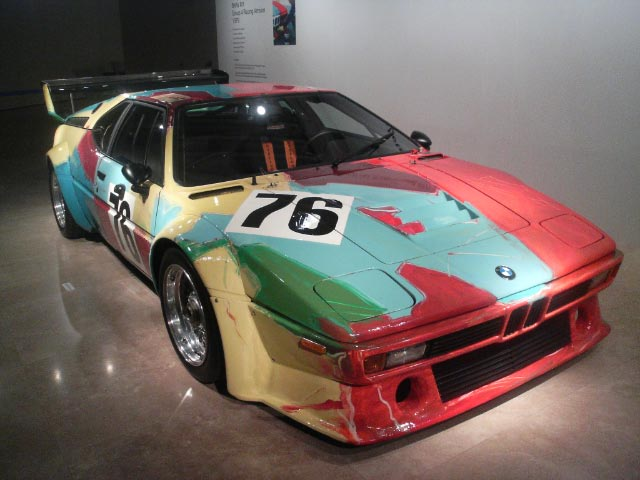
Même voiture.

Marcel Mignot dispute à dix reprises les 24 Heures du Mans entre 1972 et 1981, se classant six fois dans les vingt premiers de l'épreuve, et deux fois dans les dix. En 1977 il est neuvième et en 1979 il est sixième, associé alors à Manfred Winkelhock, et toujours au commissaire-priseur Hervé Poulain, à bord d'une BMW M1-BMW M88 3.5L I6 décorée par Andy Warhol,. En 1976 il avait déjà disputé l'épreuve mancelle sur une Ford Torino (unique apparition de cette voiture), alors que la série Starsky et Hutch passait régulièrement sur les écrans télévisés français (rupture du pont à la 11e heure). En 1980, il se représente au Mans sur une M1 officielle aux couleurs cette fois... de la carte de France, avec Didier Pironi et Dieter Quester. Les trois hommes sont quatorzièmes.
En 1975 il se présente aussi aux 24 Heures de Daytona, et aux 12 Heures de Sebring (9e), associé à Harry Jones (et de:Cyril Grandet, cinquième au Mans en 1974), sur Ferrari 365 GTB/4 Daytona.